# پهلوی (نام خانوادگی)
پهلوی یک نام خانوادگی‌ست. افراد شاخص با این نام از این قرارند:
- رضا پهلوی (اول)
- محمدرضا پهلوی
- رضا پهلوی (دوم)
- همدم‌السلطنه پهلوی
- صدیقه پهلوی
- شمس پهلوی
- اشرف پهلوی
- علی‌رضا پهلوی (یکم)
- علیرضا پهلوی (دوم)
- شهناز پهلوی
- فرحناز پهلوی
- لیلا پهلوی
- محمودرضا پهلوی
- غلامرضا پهلوی
- احمدرضا پهلوی
- حمیدرضا پهلوی
- عبدالرضا پهلوی